# تندیس چشمه معبد بودا
تندیس یا مجسمه چشمه معبد بودا (به چینی: 中原大佛) مجسمه مشهوری است که در وسط باغی ۲۷ هزار متری در چین در شهر جیانگ سو قرار دارد که مجسمه‌ای از بودا است.
این تندیس با ۱۵۳ متر ارتفاع و ۳۰ تن وزن دومین مجسمه بلند جهان است
؛ که با هزینهٔ ۳۸٬۵ میلیون دلار آمریکا در سال ۲۰۰۲ افتتاح شد.

## نگارخانه
- نمایی از دور
- نمایی از دست مجسمه
- نمایی از پای مجسمه